# Trolltjärnen (Ytterhogdals socken, Hälsingland)
Trolltjärnen är en sjö i Härjedalens kommun i Hälsingland och ingår i Ljungans huvudavrinningsområde.